# Escandolières
Escandolières (okzitanisch: Las Candolièiras) ist eine französische Gemeinde mit 222 Einwohnern (Stand: 1. Januar 2022) im Département Aveyron in der Region Okzitanien (vor 2016: Midi-Pyrénées). Sie gehört zum Arrondissement Villefranche-de-Rouergue (bis 2017: Arrondissement Rodez) und zum Kanton Enne et Alzou. Die Einwohner werden Escandoliérois genannt.

## Geografie
Escandolières liegt etwa 27 Kilometer nordwestlich von Rodez. Umgeben wird Escandolières von den Nachbargemeinden Auzits im Westen und Norden, Saint-Christophe-Vallon im Norden und Osten, Goutrens im Süden sowie Bournazel im Südwesten und Westen.

## Bevölkerungsentwicklung
| 1962                       | 1968 | 1975 | 1982 | 1990 | 1999 | 2006 | 2019 |
| -------------------------- | ---- | ---- | ---- | ---- | ---- | ---- | ---- |
| 384                        | 324  | 298  | 272  | 254  | 224  | 207  | 240  |
| Quellen: Cassini und INSEE |      |      |      |      |      |      |      |

## Sehenswürdigkeiten
- Kirche Saint-Denis aus dem 15./16. Jahrhundert

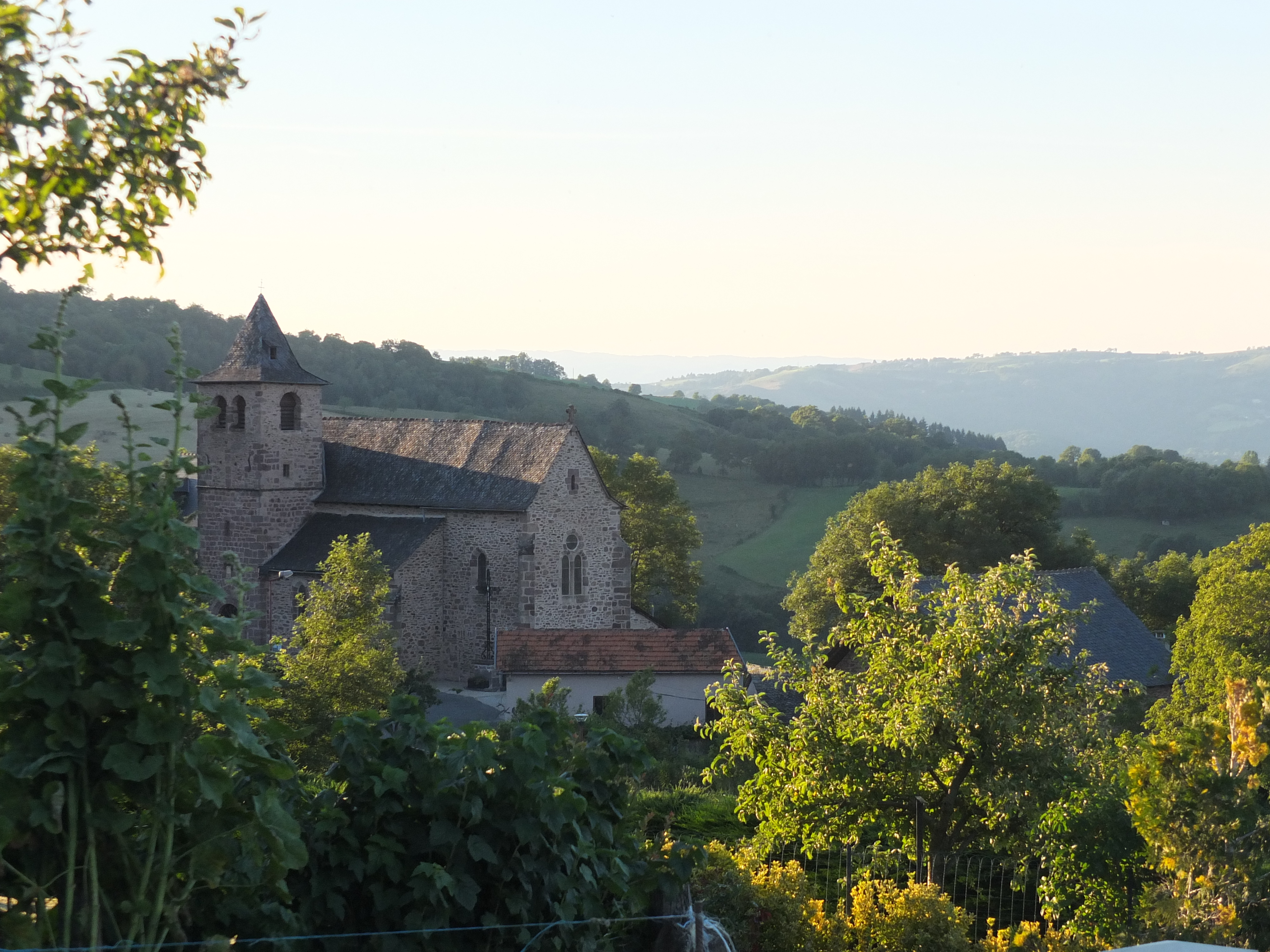
Kirche Saint-Denis